# Coelosia tezcatlipocai
Coelosia tezcatlipocai är en tvåvingeart som beskrevs av Soli 1997. Coelosia tezcatlipocai ingår i släktet Coelosia och familjen svampmyggor. Inga underarter finns listade i Catalogue of Life.